# Umm Ayman
Barakah (en árabe: بَـرَكَـة‎) hija de Tha'alaba bin Amr, conocida como Umm Ayman (en árabe: نَـبِي‎: أمّ أيمن), fue la segunda madre del Profeta del Islam, Mahoma; era una joven abisinia esclava de Abd Allah ibn Abd al-Muttalib, o de su esposa Aminah. Desde la muerte de Aminah, Umm Ayman cuidó de su hijo, como niñera. Mahoma más tarde la liberó, pero ella continuó sirviendo afectuosamente a él y su familia por largo tiempo, especialmente estuvo presente en las batallas de Uhud y Jáybar. Mahoma la presentaba como una mujer celestial.

## Parentesco y descripción general
Barakah la hija de Tha'alaba bin Amr era abisinia. Se convirtió en la esclava personal de Mahoma después de la muerte de sus padres Abdullah y Aminah.

## Preocupándose por Mahoma en la niñez
Desde que Aminah muriera en Al-Abwa, Barakah atendió al niño, antes de su entrada en La Meca (en árabe: مَـكَّـة‎), y lo siguió cuidando durante los siguientes años mientras crecía. Abd ul-Muttálib ibn Háshim, el abuelo paterno de Mahoma, le había dicho que no desatendiera a su nieto, especialmente porque los Ahl al-Kiṫâb (أَهـل الـكِـتـاب), «Gente del Libro», creían que sería un profeta para la nación.

## Matrimonio e hijos
Cuando Mahoma se casó con Jadiya, concedió a Barakah su libertad y la casó con un compañero khazrají llamado "Ubayd ibn Zaid." Barakah dio a luz un hijo, Ayman, y así fue conocida como "Umm Ayman" ("Madre de Ayman"). Su segundo marido fue muerto en la Batalla de Mu'tah. Su primer hijo también cayó en la Batalla de Hunayn.
El hijo adoptivo de Mahoma, Zayd ibn Harithah, se casó con la viuda Barakah. Tuvieron un hijo llamado Usama que sería uno de los futuros dirigentes del naciente Islam.

## Migración
Después de que Mahoma se proclamó profeta, Umm Ayman se convirtió en una de sus primeras seguidoras. Más tarde, emigró a Medina con los demás musulmanes.

## Participación en batallas
Umm Ayman estuvo presente en la Batalla de Uhud. Dio de beber a los combatientes, y cuidó a los heridos. También acompañó a Mahoma en la Batalla de Jáybar.
En la batalla de Uhud, muchos hombres huyeron hacia Medina después de que se extendiera el rumor de que Mahoma había muerto. Umm Ayman arrojó polvo en la cara de algunos fugitivos, les mostró un huso y les dijo: "Dadme vuestra espada y [vosotros] coged el huso." Luego se dirigió al campo de batalla junto con varias mujeres. Fue herida por una flecha que Hebban bin Araqa, un soldado enemigo, le disparó.

## Relación con otros
El Profeta islámico era muy cariñoso con Umm Ayman, e incluso se dice que a veces él llamaba a Umm Ayman como su madre. Algunos hadices citan la alta dignidad con que la trataba el profeta. Mahoma visitaba a Umm Ayman en su casa, y después, los califas Abu Bakr y Úmar hicieron igual. De ahí que, en algunas fuentes de hadices, haya un capítulo sobre las virtudes de Umm Ayman. Incluso en las fuentes chiitas es mencionada con respeto.
El Profeta islámico la presentaba como una mujer celestial.[cita requerida] Unos cuantos hadices fueron narrados por ella. Anas ibn Malik, Abu Yazid Madani y Hanash bin Abdullah San'any han narrado sobre ella.
Umm Ayman fue uno de los testigos de la propiedad que fue legada a Fatima bint Muhammad por su padre "el Profeta del Islam".

## Muerte
La fecha exacta de la muerte de Umm Ayman no está clara. Algunos han sugerido que murió aproximadamente cinco meses después de Mahoma. Pero de acuerdo con Ibn Sa‘d, ella estaba viva en los primeros días del califato de Uthmán.